# 原始安納托利亞語
原始安纳托利亚语是安纳托利亚语族（即赫梯语及其近亲）的祖语，是通过比较法构拟出的。
安纳托利亚语专家Craig Melchert估计，原始安纳托利亚语大约在公元前3000年开始分化，早于公元前2500年。

## 音系
一般来说原始安纳托利亚语构拟的基础是赫梯语，其也是证据最充足的安纳托利亚语言。但赫梯楔形文字并不足以表示赫梯语音系，也有赫梯抄写员的不充分做法，使得对赫梯语语音的理解与重建受到很大限制。
赫梯楔形文字似乎尤其混淆了齿塞音的清浊：-dV-与-tV-的字符在同一个词中均见使用。此外，在VC结构的音节中，通常只用清塞音字符。在现存最古老的文献中，单辅音与叠辅音的拼写分布情况表明，原始印欧语清塞音被写作双音，浊塞音被写作单音。在较早文本中，齿塞音的此种规律性最为一致；较晚的文本则常出现不规则变化。

### 元音
普通安纳托利亚语基本上完整保留了PIE的元音系统。有人认为PIE */o/与*/a/（包括来自*h₂e者）的合流的共同安纳托利亚语的创新，但据Melchert，这合流是赫梯语、巴拉语、卢维语的次要共同创新，而不包括吕基亚语。共同安纳托利亚语有以下短元音：*/i/、*/u/、*/e/、*/o/、*/a/。
长元音中*/eː/ < PIE *ē不同于*/æː/ < PIE *eh₁，后者在卢维语、吕底亚语和吕基亚语中变为ā。Melchert (1994)早先也假定前元音较高的*/eː/ < PIE *ey（产生晚期赫梯语ī）和较低的*/ɛː/ < PIE *ē（晚期赫梯语ē）间有对立，但例子很少，可以用其他方法解释。
元音长短对立的状况不完全清楚，可以肯定的是其没有完整继承PIE的对立，因为赫梯语拼写的变化使得元音长短很难确定。较老的文本更一致，但同一词素的不同形式的元音长度仍有很大差异。Carruba (1981)认为，所谓scriptio plena表示的不是长元音而是重读元音，反映自由原始印欧语重音的位置。他的解释没有得到普遍接受。据Melchert，scriptio plena的唯一功能是表示元音数量，赫梯语a/ā继承了原始安纳托利亚语*/ā/<PIE */o/、*/a/、*/ā/以及*/a/<PIE */a/。他认为重读元音的延长不可能发生在原始语。

### 辅音
所有安纳托利亚语中，清音（含咝音*s和喉音*ḫ）在非重读长元音间会弱化。若将长元音分析为两个元音，则这规则可以表述为非重读音拍之间的弱化。安纳托利亚语中所有词首的浊塞音最终都与清塞音合流；卢维语对软腭塞音*G-、*K-的反映则不同（词首*G在/i/前颚化为*/j/并消失，不同于*K），表明这是晚期的区域特征，而非原始安纳托利亚语的变化。
原始安纳托利亚语是印欧语中唯一直接保留了喉音的一种。在楔形文字文本中，字母‹ḫ›（PA *H）表示的音可追溯到喉音*h₂，也可能是*h₃，但不太确定。*h₂w、*h₃w产生唇化喉音*ḫʷ。
除喉音外，共同安纳托利亚语还是唯一保留了3种软腭音的一种，其最好的证据来自卢维语。但Melchert对此提出了异议，并将其归为腭音类语言。
随时间推移，浊送气塞音失去送气并与浊塞音合流。响音完整继承自PIE，滑音*w也如此。没有原生安纳托利亚语词以*r-开头，一种解释是PIE也如此；另一种解释是，这也是一种区域特征。

## 形态
据Fortson，原始安纳托利亚语有两种动词变位。第一种mi变位显然来自原始印欧语现在时后缀；第二种ḫi变位，似乎来自原始印欧语的完成体。一种解释是，安纳托利亚语将完成时变为了某类动词的现在时；另一种更新的观点认为，ḫi类动词延续了一种特殊的现在时，与原始印欧语的完成时有复杂的关系。